# Marcus Forss
Marcus Forss, né le 18 juin 1999 à Turku en Finlande, est un footballeur finlandais qui évolue au poste d'avant-centre à Middlesbrough FC.

## Biographie

### En club

#### Prêts à Wimbledon et Hull
Le 2 septembre 2019, le site officiel de l'AFC Wimbledon annonce l'arrivée de Marcus Forss en prêt pour une durée d'une saison. Cinq jours plus tard, à l'occasion de la septième journée de League One face au MK Dons, il rentre à la 78e minute à la place de Kwesi Appiah et marque dès son premier match six minutes plus tard, cela ne suffira pas à l'AFC Wimbledon pour remporter la rencontre (défaite 2-1).
La bonne forme continue en octobre pour Marcus Forss, en quatre matchs joués il marque quatre buts (dont un triplé face à Southend United) ce qui lui vaut le titre d'EFL Young Player of the Month, prix recomposant le jeune le plus performant du mois.
En décembre 2019, il est nommé au titre de League One Player of the Month, prix récompensant le meilleur joueur du mois en League One, après avoir marqué quatre buts et distillé une passe décisive en cinq matchs. C'est finalement Alex Gilbey qui finit par remporter la récompense.
Malheureusement, son ascension est brusquement arrêté en début janvier à la suite d'un claquage tendineux qui oblige l'AFC Wimbledon à arrêter le prêt et à le renvoyer à son club d'origine. Son bilan avec l'AFC Wimbledon se termine sur 11 buts marqués en 19 matchs joués (avec un ratio d'un but toutes les 139 minutes), ce que les supporters n'oublieront pas en fin de saison en le nommant meilleur jeune joueur de la saison.

### En équipe nationale
Marcus Forss commence à être sélectionné dans les équipes de jeunes de la Finlande en 2016. Il est tout d'abord appelé avec les moins de 18 ans, inscrivant quatre buts en cinq matchs, avec notamment un doublé contre la Lettonie. À partir de ce moment-là, il gravit les échelons et passe par toutes les équipes de jeunes sélectionnables. 
En 2017, il est pour la première fois appelé par Kimmo Lipponen en équipe de Finlande des moins de 19 ans. Il marque trois buts en sept matchs, avec notamment un doublé contre la Suisse. Il se voit même nommé capitaine lors de ses deux dernières sélections face au Monténégro,.
En septembre 2018, il est sélectionné avec les espoirs finlandais afin d'affronter le Danemark et la Pologne pour les éliminatoires du championnat d'Europe espoirs 2019. Il joue la première rencontre face au Danemark (défaite 2 à 0) mais se voit ensuite écarté de la sélection dû à une blessure au dos. Lors de son retour avec les espoirs en mars 2019, il se met en évidence en inscrivant un but en amical face à la Norvège. Il marque ensuite en octobre 2020 un second but avec les espoirs, face au Danemark, lors des éliminatoires de l'Euro espoirs 2021.
Le 5 novembre 2020, à la suite de bonnes performances en Championship (4 buts en 8 matchs et 139 minutes jouées, ce qui lui fait un ratio d'un but toutes les 35 minutes) il est pour la première fois appelé avec l'équipe nationale finlandaise. 
Marcus Forss honore sa première sélection en équipe de Finlande le 11 novembre 2020 lors d'un match amical face à la France. Le match se solde par un match nul 1-1. Il s'illustre dès son premier match en ouvrant le score.
Il est par la suite membre des 26 joueurs sélectionnés par Markku Kanerva pour disputer l'Euro 2020, première compétition internationale officielle de l'histoire pour les Finlandais. Le 12 juin 2021, il débute sur le banc pour le premier match de la Finlande à l’Euro 2020 mais entre en jeu en remplaçant le buteur Joel Pohjanpalo à la 84e minute. Cette rencontre est malheureusement célèbre pour avoir vu le malaise cardiaque de Christian Eriksen. Forss dispute deux des trois matchs du tournoi face à la Belgique (défaite 0-2) et le Danemark donc (victoire 0-1). Les Finlandais sortent dès la phase de poules.

## Statistiques

### En club
| Saison                | Club                  | Championnat           | Championnat | Championnat | Coupe nationale | Coupe nationale | Coupe de la Ligue | Coupe de la Ligue | Compétition(s) continentale(s) | Compétition(s) continentale(s) | Compétition(s) continentale(s) | Play-offs | Play-offs | Total | Total |
| Saison                | Club                  | Division              | M.          | B.          | M.              | B.              | M.                | B.                | Comp.                          | M.                             | B.                             | M.        | B.        | M.    | B.    |
| 2018-2019             | Brentford FC          | Championship          | 6           | 1           | 1               | 0               | 2                 | 1                 | -                              | -                              | -                              | -         | -         | 9     | 2     |
| 2019-2020             | Brentford FC          | Championship          | 2           | 0           | -               | -               | 1                 | 1                 | -                              | -                              | -                              | -         | -         | 3     | 1     |
| 2020-2021             | Brentford FC          | Championship          | 39          | 7           | 2               | 0               | 6                 | 2                 | -                              | -                              | -                              | 3         | 1         | 50    | 10    |
| 2021-2022             | Brentford FC          | Premier League        | 7           | 0           | 1               | 1               | 4                 | 5                 | -                              | -                              | -                              | -         | -         | 12    | 6     |
| Sous-total            | Sous-total            | Sous-total            | 54          | 8           | 4               | 1               | 13                | 9                 | -                              | 0                              | 0                              | 3         | 1         | 74    | 19    |
| 2019-2020             | AFC Wimbledon (prêt)  | League One            | 18          | 11          | -               | -               | -                 | -                 | -                              | -                              | -                              | 1         | 0         | 19    | 11    |
| 2021-2022             | Hull City (prêt)      | Championship          | 11          | 1           | -               | -               | -                 | -                 | -                              | -                              | -                              | -         | -         | 11    | 1     |
| Sous-total            | Sous-total            | Sous-total            | 29          | 12          | 0               | 0               | 0                 | 0                 | -                              | 0                              | 0                              | 1         | 0         | 30    | 12    |
| 2022-2023             | Middlesbrough FC      | Championship          | 38          | 10          | 1               | 0               | 1                 | 0                 | -                              | -                              | -                              | 2         | 0         | 42    | 10    |
| 2023-2024             | Middlesbrough FC      | Championship          | 21          | 7           | -               | -               | 2                 | 0                 | -                              | -                              | -                              | -         | -         | 23    | 7     |
| 2024-2025             | Middlesbrough FC      | Championship          | 24          | 1           | 1               | 0               | -                 | -                 | -                              | -                              | -                              | -         | -         | 25    | 1     |
| 2025-2026             | Middlesbrough FC      | Championship          | 1           | 0           | -               | -               | -                 | -                 | -                              | -                              | -                              | -         | -         | 1     | 0     |
| Sous-total            | Sous-total            | Sous-total            | 84          | 18          | 2               | 0               | 3                 | 0                 | -                              | 0                              | 0                              | 2         | 0         | 91    | 18    |
| Total sur la carrière | Total sur la carrière | Total sur la carrière | 167         | 38          | 6               | 1               | 16                | 9                 | -                              | 0                              | 0                              | 6         | 1         | 195   | 49    |